# Artur Axmann
Arthur Axmann (født 18. februar 1913 i Hagen, død 24. oktober 1996 i Berlin) var en tysk nazistisk embedsmand, som blev leder af Hitlerjugend mellem 1940 og 1945.

## Liv
Artur Axmann voksede fra treårs alderen op i bydelen Wedding i Berlin. I november 1928 trådte han ind i Hitlerjugend og blev kort efter Hitlerjugend-fører for Wedding. Han kom med i ledelsen af Hitlerjugend i 1932.
Han gjorde tjeneste som soldat på vestfronten under anden verdenskrig i 1939-1940 og mistede her sin højre arm.
Den 1. maj 1940 blev han stedfortræder for Hitlerjugends Reichsjugendführer («rigsungdomsfører») Baldur von Schirach, og den 8. august 1940 blev han von Schirachs efterfølger. Han fortsatte militariseringen af Hitlerjugend og omdannede bevægelsens Streifendienst (patruljetjeneste) til en rekrutteringsorganisation for Waffen-SS. I 1944 blev han dekoreret for sin indsats for Det tyske rige.
I de sidste krigsuger i 1945 kommanderede Axmann resterne af Hitlerjugend som del af «Folkestormen» (Volkssturm) i forsvarskamp mod de sovjetiske styrker, som rykkede frem mod og ind i Berlin. Kort efter Hitlers selvmord flygtede Axmann den 1. maj sammen med blandt andre Martin Bormann og Ludwig Stumpfegger fra Førerbunkeren i Berlin. Axmann blev officielt erklæret død, men levede under dæknavnet Erich Siewert i Mecklenburg. I december 1945 blev han afsløret i Lübeck og arresteret.
I april 1949 blev han dømt til tre års fængsel, og i august 1958 blev han idømt en bøde på 35.000 D-mark.